# Denting

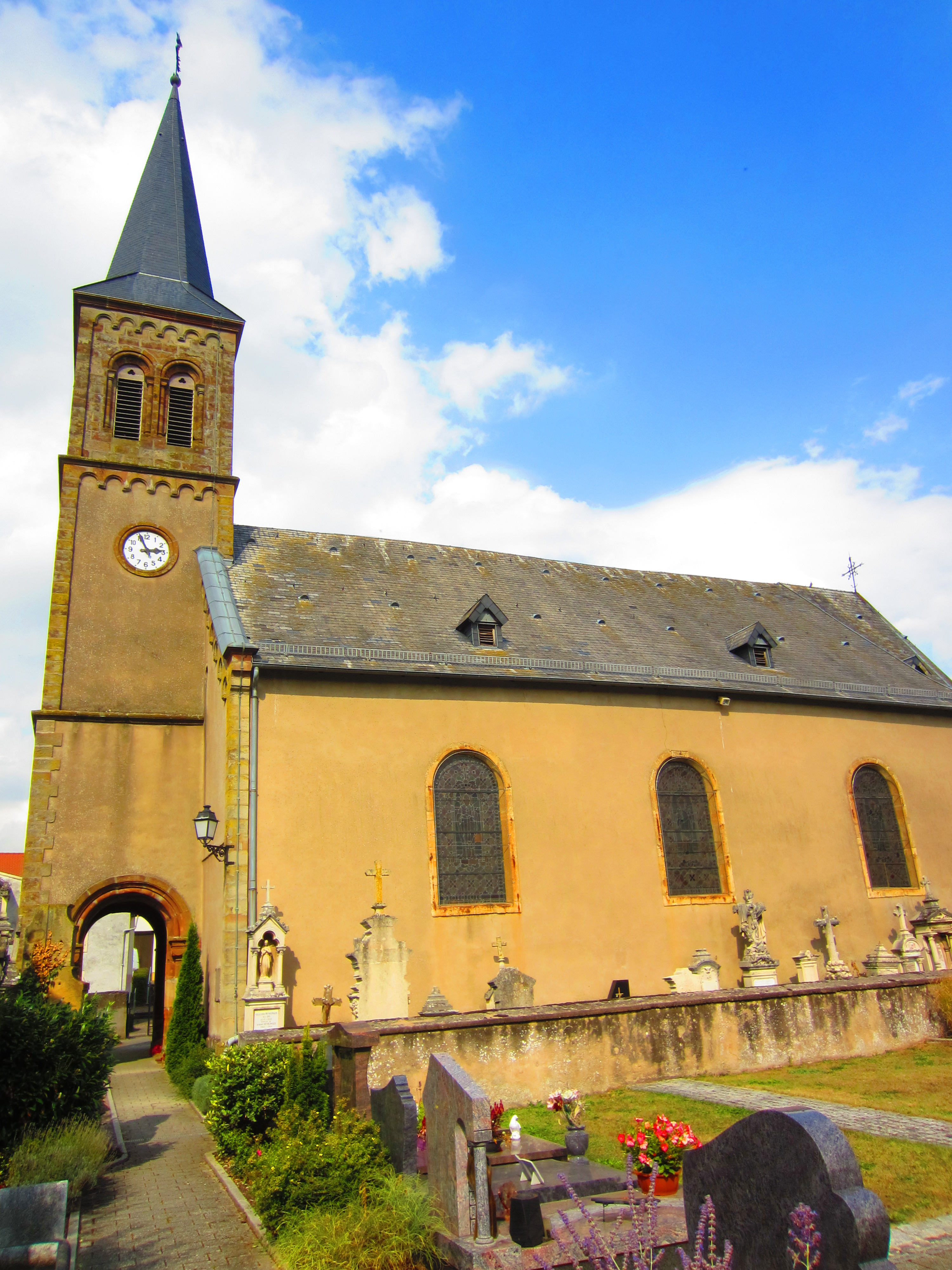
Kirche St. Jean-Baptiste

Denting (deutsch Dentingen) ist eine französische Gemeinde mit 273 Einwohnern (Stand 1. Januar 2022) im Département Moselle in der Region Grand Est (bis 2015 Lothringen).

## Geographie
Die Gemeinde liegt in Lothringen, 29 Kilometer ostnordöstlich von Metz, drei Kilometer nordöstlich von Boulay-Moselle (Bolchen) und etwa zehn Kilometer westlich des Grenzortes Creutzwald (Kreuzwald) an der Grenze zum Saarland.

## Geschichte
Ältere Ortsbezeichnungen sind Denting (1544), Dettingen (1571), Deitingen (1594), Dentingue (1682), Dinting (1756) und Dentin. Die Ortschaft gehörte früher zur deutschen Herrschaft Kriechingen. Ein neuer Ort entstand nach dem Dreißigjährigen Krieg. Zuvor befand sich auf der Gemarkung der Gemeinde ein Dorf namens Willingen. Einziges Überbleibsel dieser Zeit ist die einen Kilometer südlich des Dorfkerns auf einem Hügel gelegene Kapelle St. Heinrich (Saint-Henri), vermutlich erbaut im 14. Jahrhundert. Im Jahr 1793, während der Französischen Revolution, wurde der Herrschaftsbezirk von Frankreich annektiert.
Durch den Frankfurter Frieden vom 10. Mai 1871 kam das Gebiet an das deutsche Reichsland Elsaß-Lothringen, und das Dorf wurde dem Kreis Bolchen im Bezirk Lothringen zugeordnet. Die Dorfbewohner betrieben Getreidebau und Viehzucht.
Nach dem Ersten Weltkrieg musste die Region aufgrund der Bestimmungen des Versailler Vertrags 1919 an Frankreich abgetreten werden. Im Zweiten Weltkrieg war die Region von der deutschen Wehrmacht besetzt. Im Herbst 1944 wurde der Ort von westalliierten Streitkräften eingenommen.
Vor dem Zweiten Weltkrieg entstand 1937 auf dem Gemeindegebiet das Militärcamp Ban Saint Jean an der Maginot-Linie, das heute einer Geisterstadt gleicht und zum Sperrgebiet erklärt wurde. Dort befindet sich ein Massengrab aus der Zeit des Zweiten Weltkriegs.

### Demographie
Im Jahr 1871 hatte die Landgemeinde 349 meist römisch-katholische Einwohner, die in 86 Häusern lebten und unter denen sich drei Mennoniten  und zwei Juden befanden. Im Jahr 1910 wurden 245 Einwohner gezählt.
| Jahr      | 1962 | 1968 | 1975 | 1982 | 1990 | 1999 | 2009 | 2019 |
| Einwohner | 292  | 311  | 370  | 366  | 207  | 207  | 236  | 282  |

## Sehenswürdigkeiten
- Kirche St. Jean-Baptiste von 1791 mit neoromanischem Turm
- Bunker-Überreste der Maginot-Linie
- Ruine eines Beinhauses aus dem 14. Jahrhundert (Monument historique)

Ortsbilder
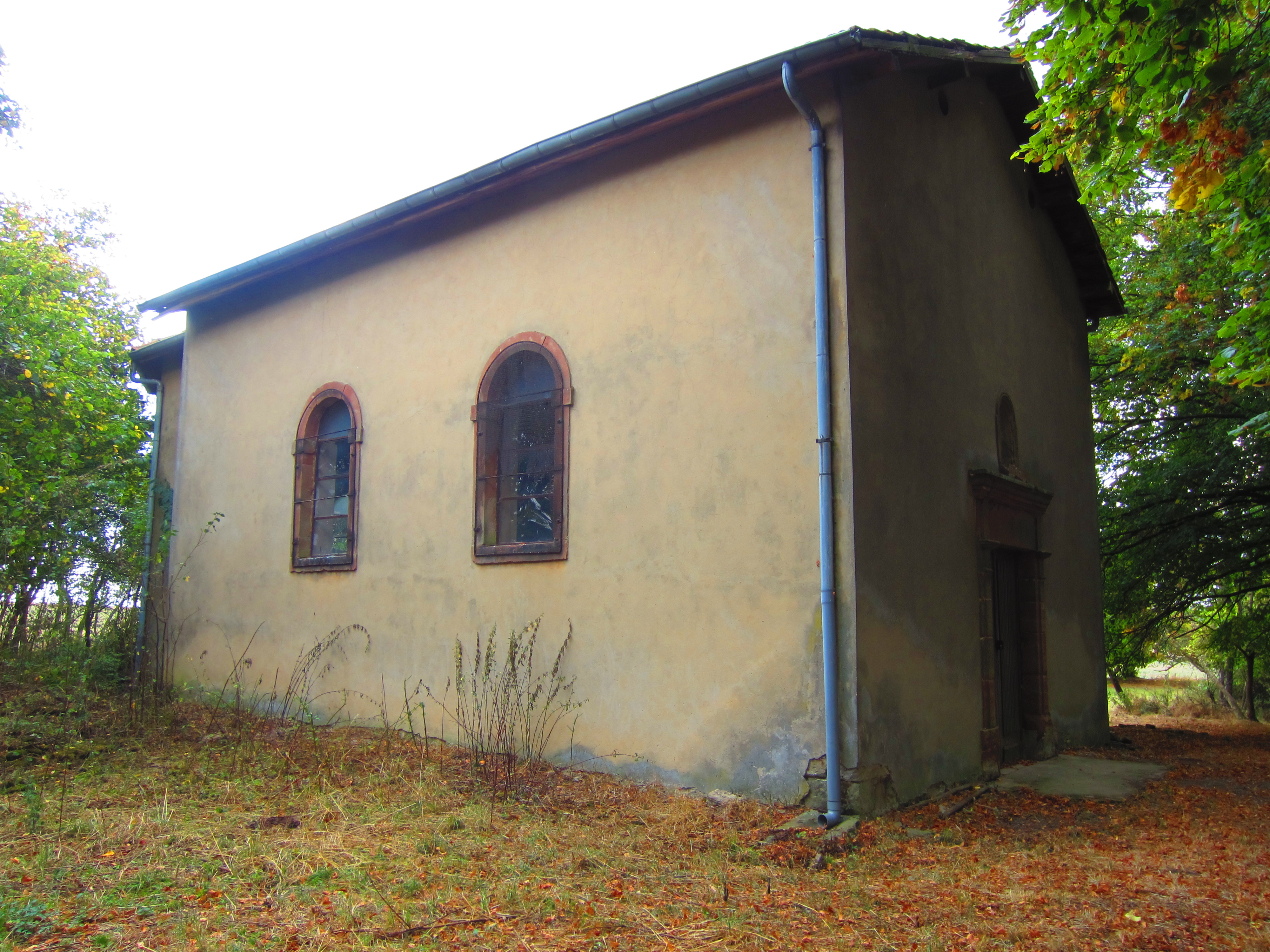
Kapelle St. Heinrich (Saint-Henri) (Aufnahme 2012)
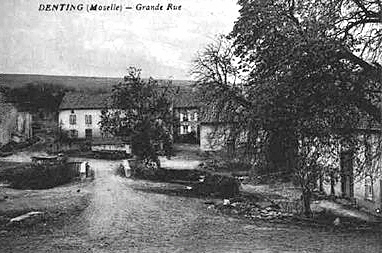
Bildpostkarte (ca. 1930)
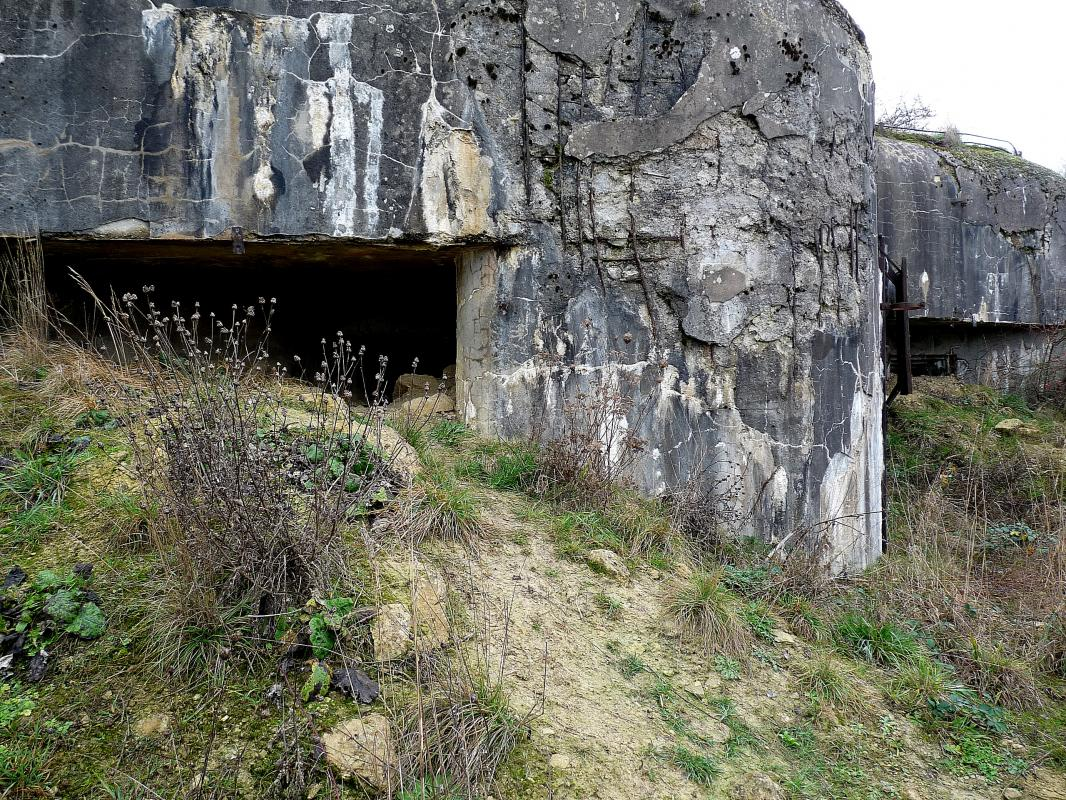
Überreste eines Infanteriebunkers der Maginot-Linie
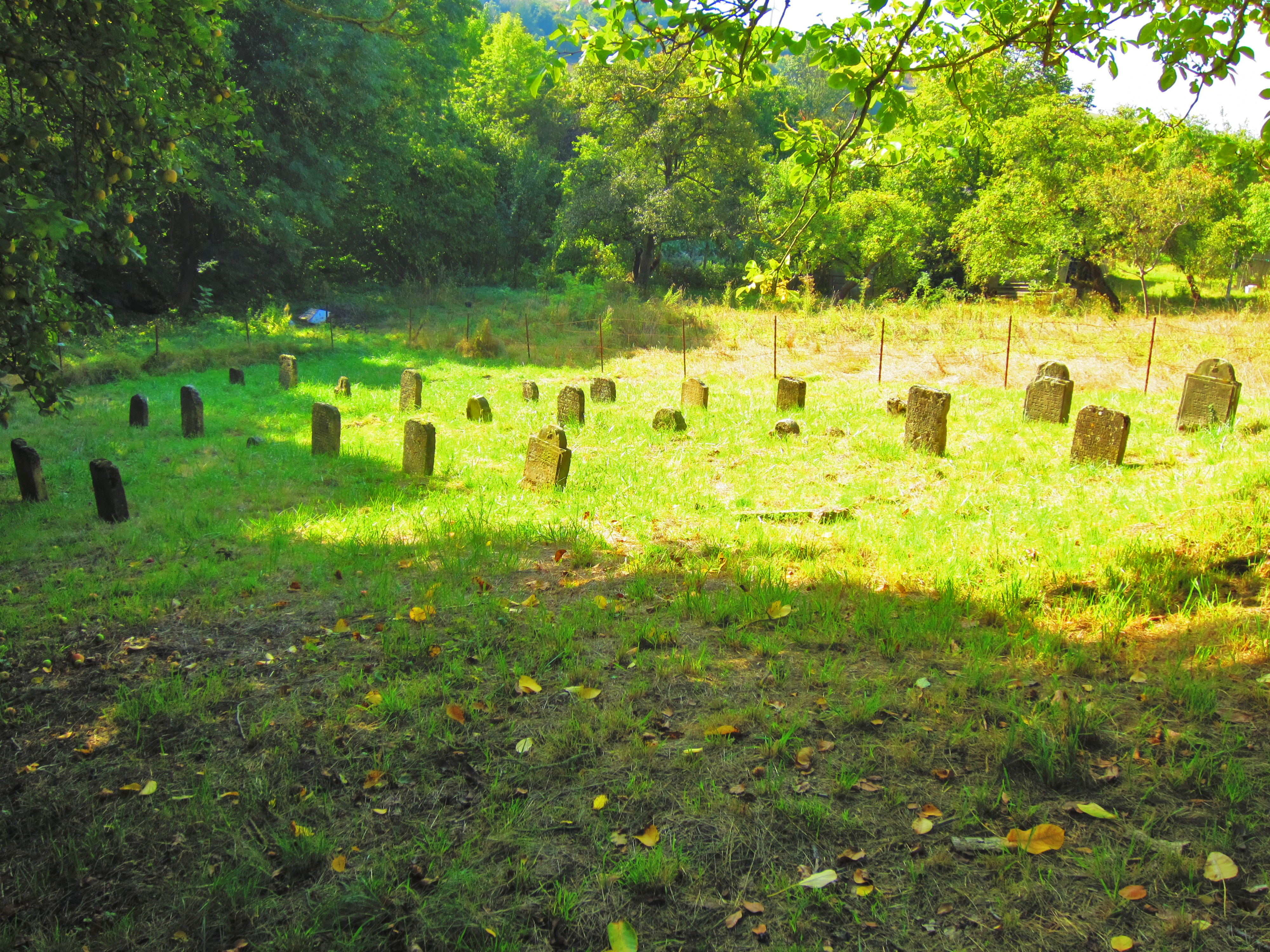
Jüdischer Friedhof
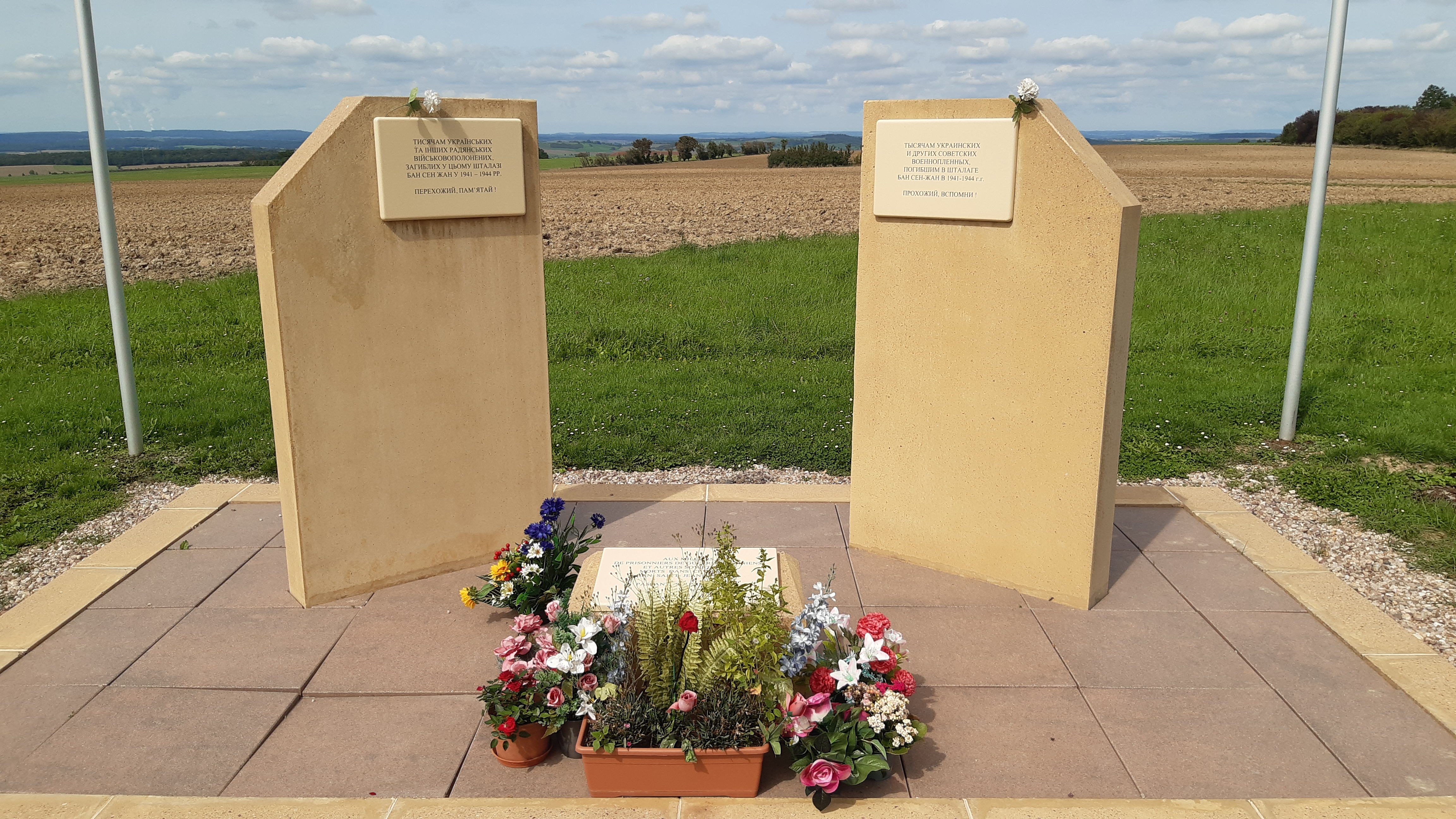
Stele zum Gedenken an die Toten aus dem Camp du Ban Saint-Jean